# ミトロヴィツァ郡

ミトロヴィツァ郡 / コソヴスカ・ミトロヴィツァ郡
Rajoni i Mitrovicës
Косовскомитровачки округ
Kosovskomitrovački okrug

ミトロヴィツァ郡（ミトロヴィツァぐん、アルバニア語:Rajoni i Mitrovicës）、またはコソヴスカ・ミトロヴィツァ郡（コソヴスカ・ミトロヴィツァぐん、セルビア語:Косовскомитровачки округ / Kosovskomitrovački okrug）は、コソボの郡。郡都はミトロヴィツァ / コソヴスカ・ミトロヴィツァ。

## 基礎自治体
ミトロヴィツァ郡 / コソヴスカ・ミトロヴィツァ郡には、7つの基礎自治体がある。
- ミトロヴィツァ/ コソヴスカ・ミトロヴィツァ
- レポサヴィチ（アルバニク）
- スケンデライ / スルビツァ
- ヴシュトリ / ヴチトルン
- ズビン・ポトク
- ズヴェチャン
- ミトロヴィツァ・ヴェリオレ / セヴェルナ・ミトロヴィツァ（北ミトロヴィツァ）